# Kassasuccé
Kassasuccé, blockbuster, d.v.s. när en film tjänar mycket mer än vad filmen kostade att skapa. Uttrycket blockbuster uppstod i USA under 1950-talet. Storslagna filmer som var mycket dyra och krävde mycket resurser placeras ofta i denna kategori.

## Populäraste filmerna från olika decennier

### 1920-talet
- En försvunnen värld (1925)
- Fantomen på Stora operan (1925)

### 1930-talet
- Frankenstein (1931)
- King Kong (1933)
- Moderna tider (1936)
- Snövit och de sju dvärgarna (1937)
- Borta med vinden (1939)

### 1940-talet
- Pinocchio (1940)
- Fantasia (1940)
- Bambi (1942)
- Casablanca (1942)
- Yankee Doodle Dandy (1942)
- Förspillda dagar (1945)
- De bästa åren (1946)

### 1950-talet
- Peter Pan (1953)
- Fönstret åt gården (1954)
- Lady och Lufsen (1955)
- De tio budorden (1956)
- Bron över floden Kwai (1957)
- Ben-Hur (1959)

### 1960-talet
- Psycho (1960)
- West Side Story (1961)
- Sound of Music (1965)
- Mandomsprovet (1967)
- Bonnie och Clyde (1967)
- År 2001 – ett rymdäventyr (1968)
- Apornas planet (1968)

### 1970-talet
- Gudfadern (1972)
- Exorcisten (1973)
- Hajen (1975)
- Stjärnornas krig (1977)
- Superman – The Movie (1978)
- Alien (1979)

### 1980-talet
- Rymdimperiet slår tillbaka (1980)
- Jakten på den försvunna skatten (1981)
- E.T. (1982)
- Blade Runner (1982)
- Jedins återkomst (1983)
- Gremlins (1984)
- The Terminator (1984)
- Indiana Jones och de fördömdas tempel (1984)
- Tillbaka till framtiden (1985)
- Mitt Afrika (1985)
- Blue Velvet (1986)
- En fisk som heter Wanda (1988)
- Vem satte dit Roger Rabbit (1988)
- Pretty Woman (1989)
- Batman (1989)

### 1990-talet
- Ensam hemma (1990)
- Dansar med vargar (1990)
- När lammen tystnar (1991)
- Thelma och Louise (1991)
- Terminator 2 (1991)
- Skönheten & Odjuret (1991)
- Aladdin (1992)
- Jurassic Park (1993)
- Schindlers list (1993)
- Forrest Gump (1994)
- Lejonkungen (1994)
- Pulp Fiction (1994)
- Toy Story (1995)
- Titanic (1997)
- Rädda menige Ryan (1998)
- Zorro – Den maskerade hämnaren (1998)
- Matrix (1999)
- Sjätte sinnet (1999)

### 2000-talet
- Gladiator (2000)
- Harry Potter och de vises sten (2001)
- Shrek (2001)
- Sagan om ringen (2001)
- Spirited Away (2001)
- Spider-man (2002)
- Sagan om de två tornen (2002)
- Sagan om konungens återkomst (2003)
- Hitta Nemo (2003)
- Harry Potter och den flammande bägaren (2005)
- Pirates of the Caribbean - Död mans kista (2006)
- The Dark Knight (2008)
- Avatar (2009)

### 2010-talet
- Inception (2010)
- Toy Story 3 (2010)
- Project X - Hemmafesten (2012)
- Pacific Rim (2013)
- Frost (2013)
- Whiplash (2014)